# Tavrovo

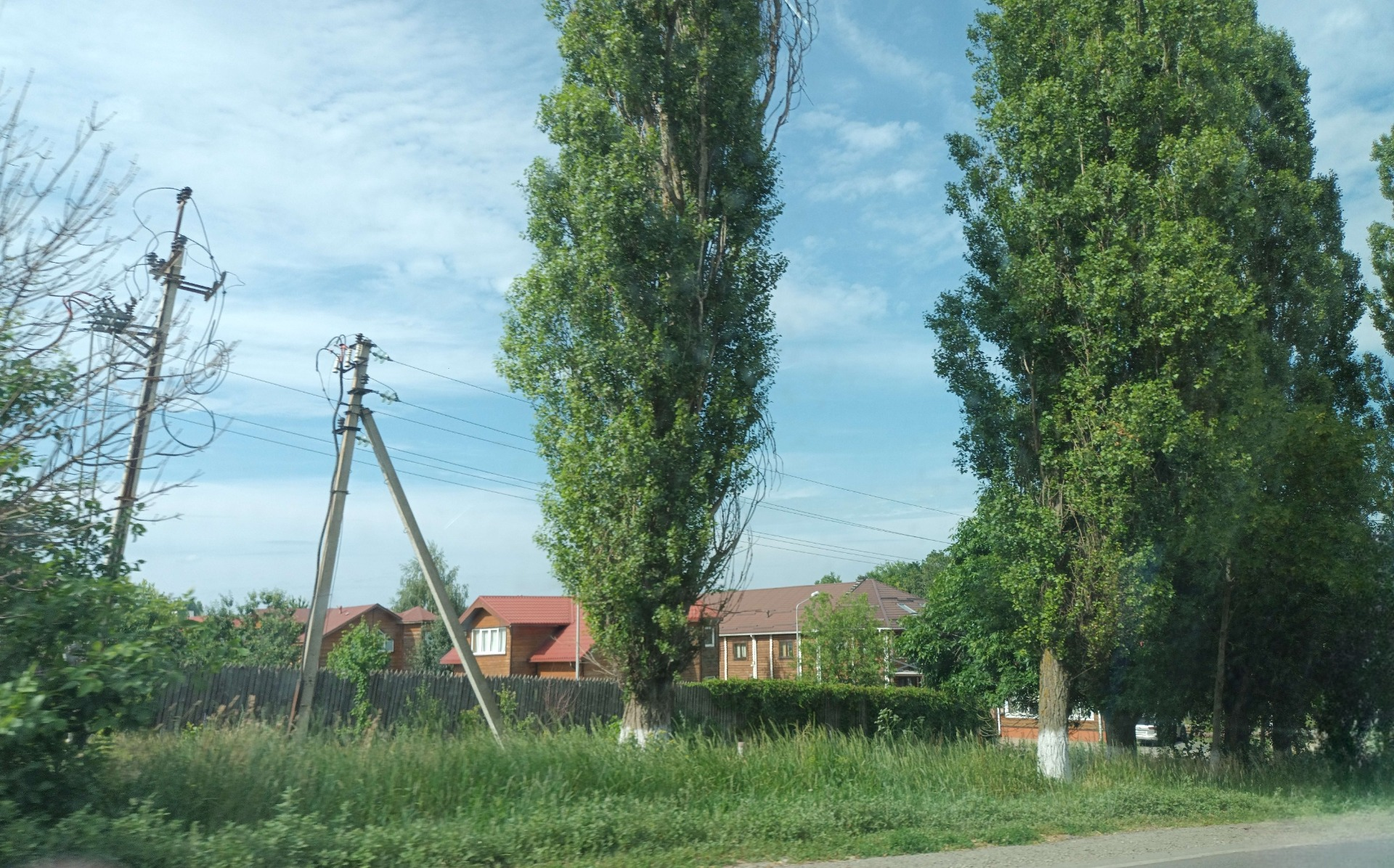
Tavrovo képe

Tavrovo község az Orosz Föderáció Belgorodi járásában. Az 1990-es években drámai változások történtek a falu életében: 5 új városrész alakult ki és kezdett épülni; a lakosok száma is nőtt, főként a volt szovjet köztársaságokból bevándorlóknak köszönhetően.  A Belgorodi járásban, Belgorodi területen található Tavrovo középiskola községi közoktatási intézményt a Szovjetunió hőséről, Anatolij G. Acskazovról nevezték el. Most Tavrovo egy nagy falu, amely 10 városrészből áll az egyéni lakásépítéshez.
A falut fejlesztik és infrastruktúráját fejlesztik. A lakosság száma 13 000 fő. Tavrovo a mezőgazdaság és a munkaerő központjának számít. A földművelés és a szarvasmarha-tenyésztés fejlett itt, ami sok helyi lakos számára jövedelemforrást jelent. Emellett számos kisvállalkozás működik a faluban, amelyek munkahelyeket teremtenek és hozzájárulnak a régió gazdasági fejlődéséhez. Kis mérete ellenére Tavrovo bőséges kikapcsolódási és szórakozási lehetőséget kínál a lakosoknak és az idelátogatóknak. A helyi látnivalók közé tartozik egy múzeum, egy helytörténeti központ, parkok és terek, valamint számos rendezvény, például fesztiválok, kiállítások és koncertek.

## Galéria

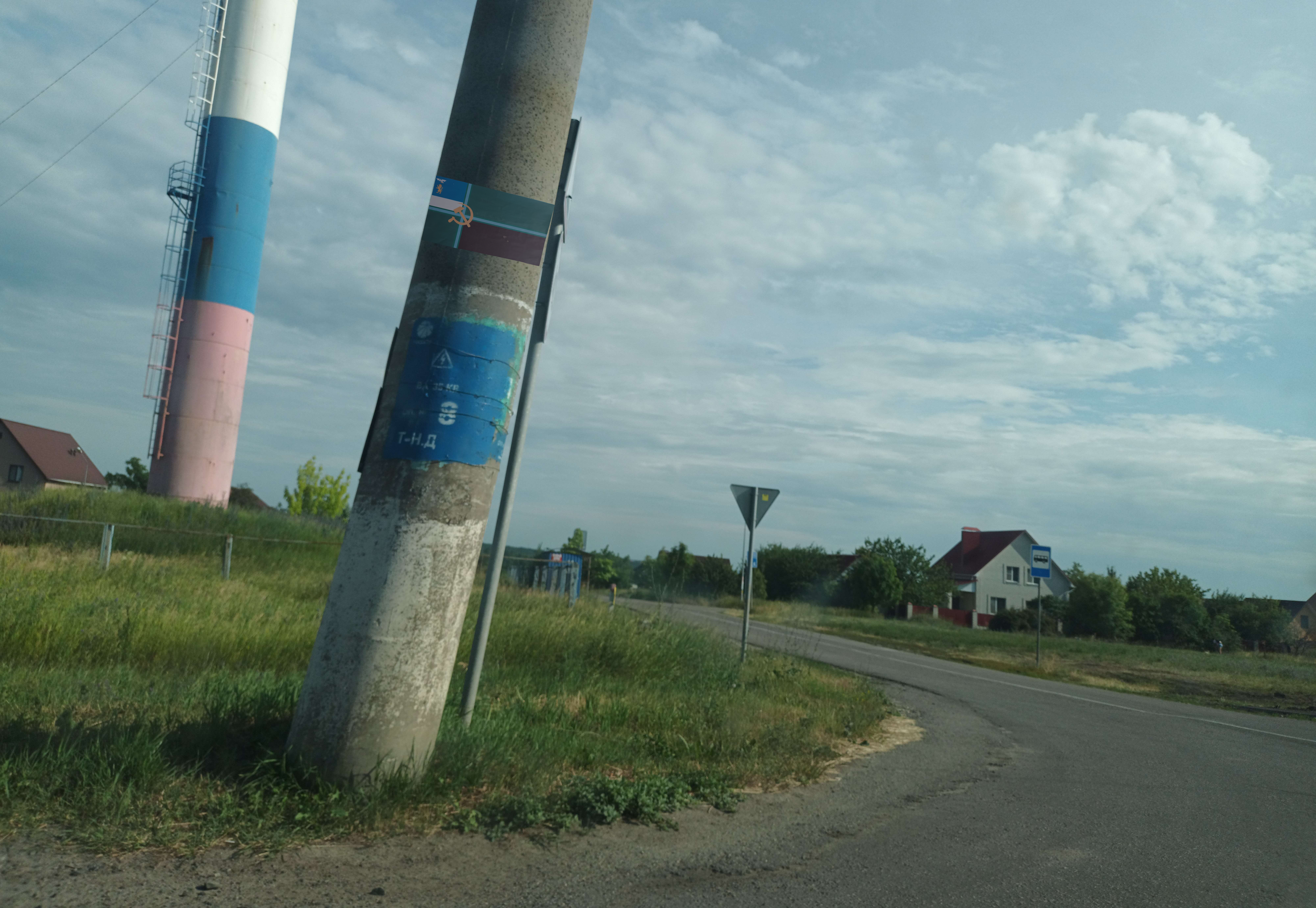
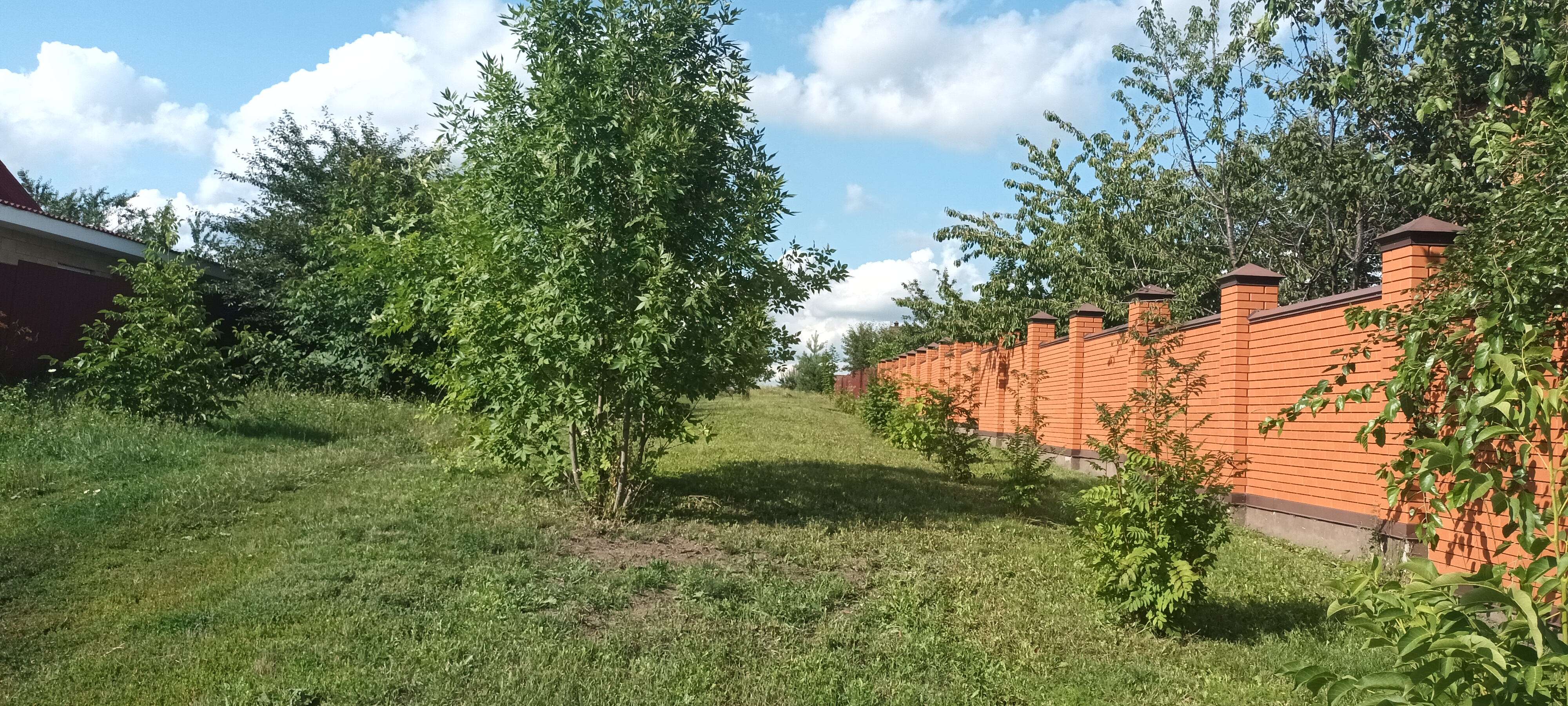
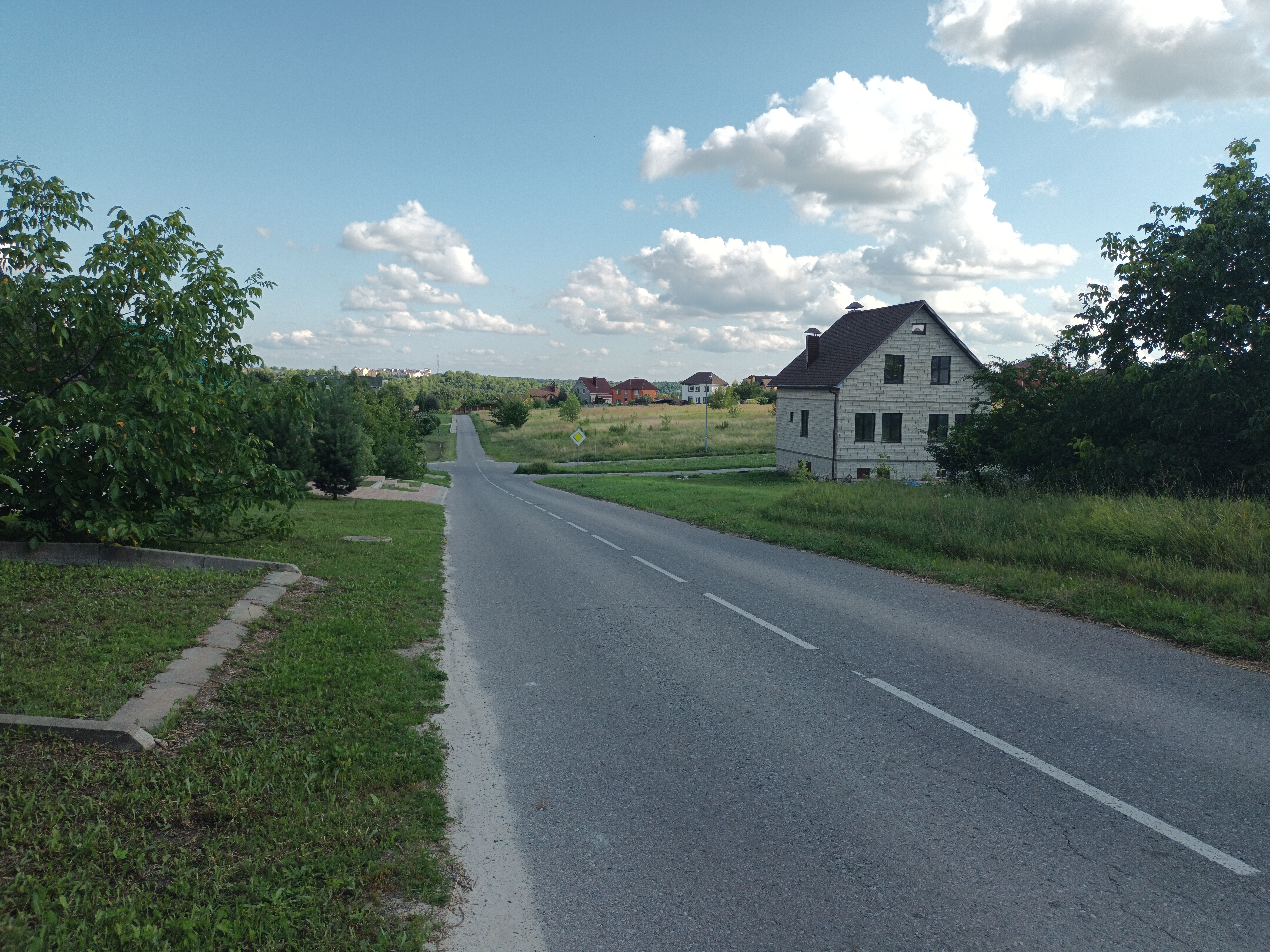
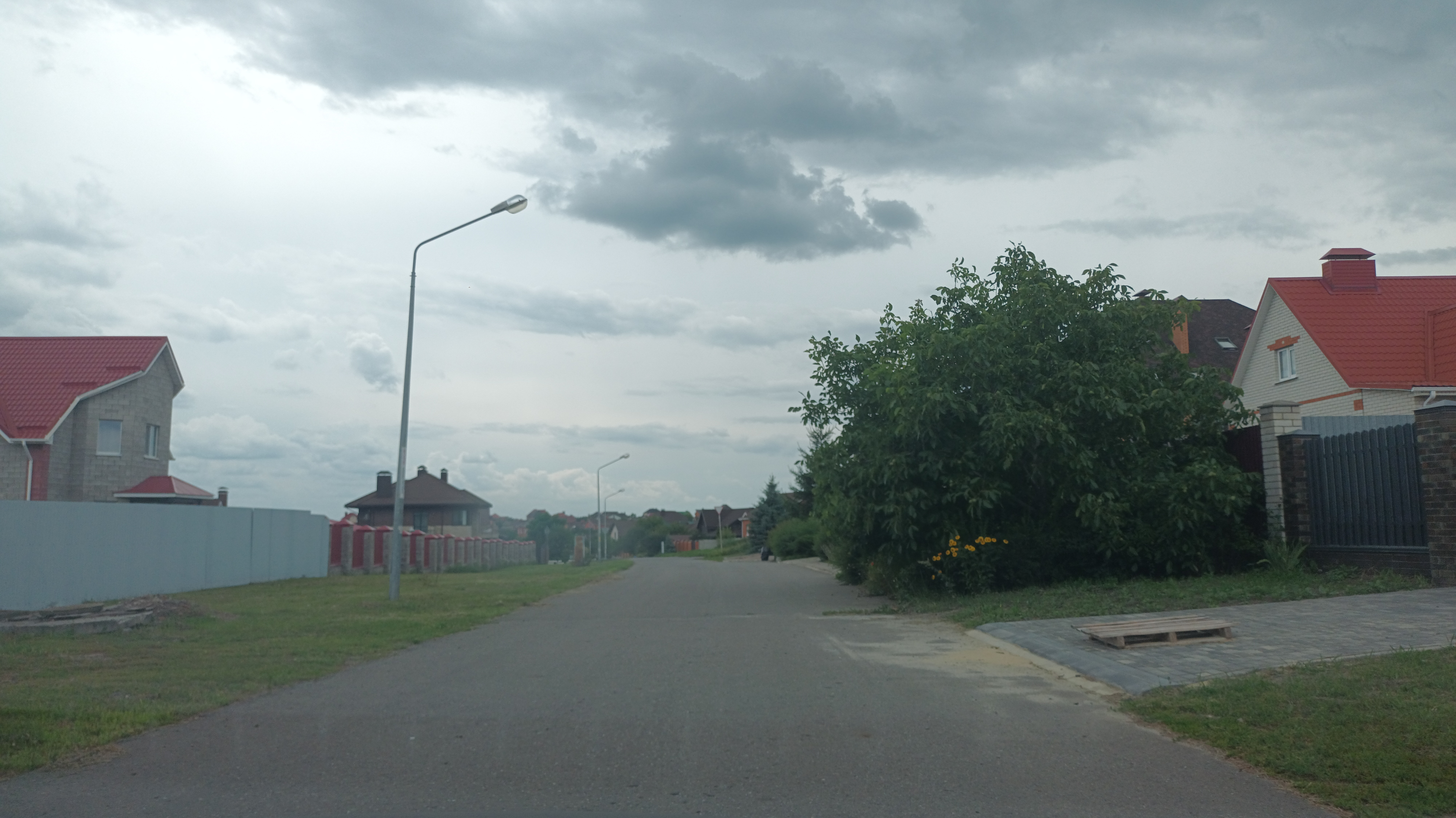
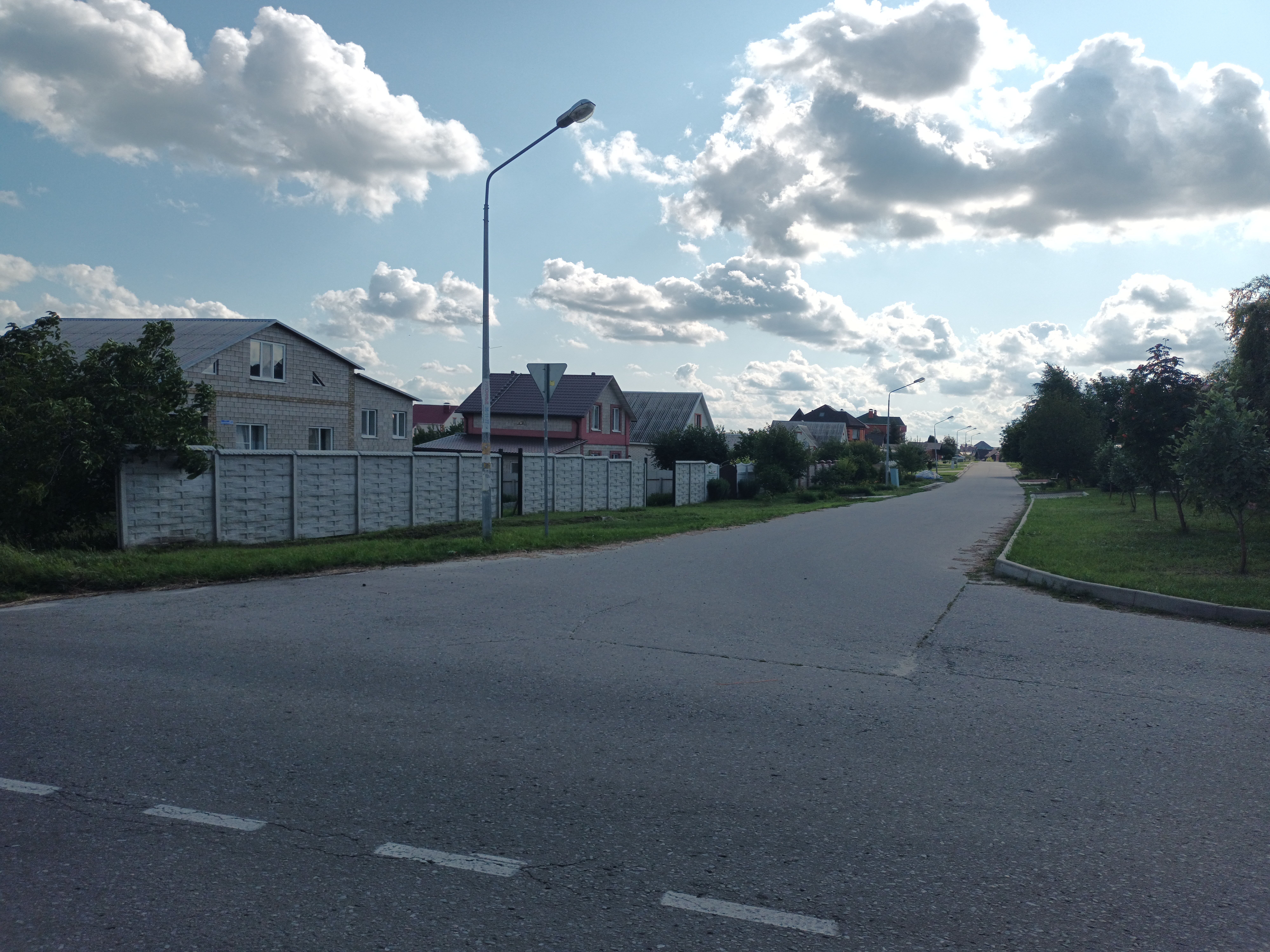
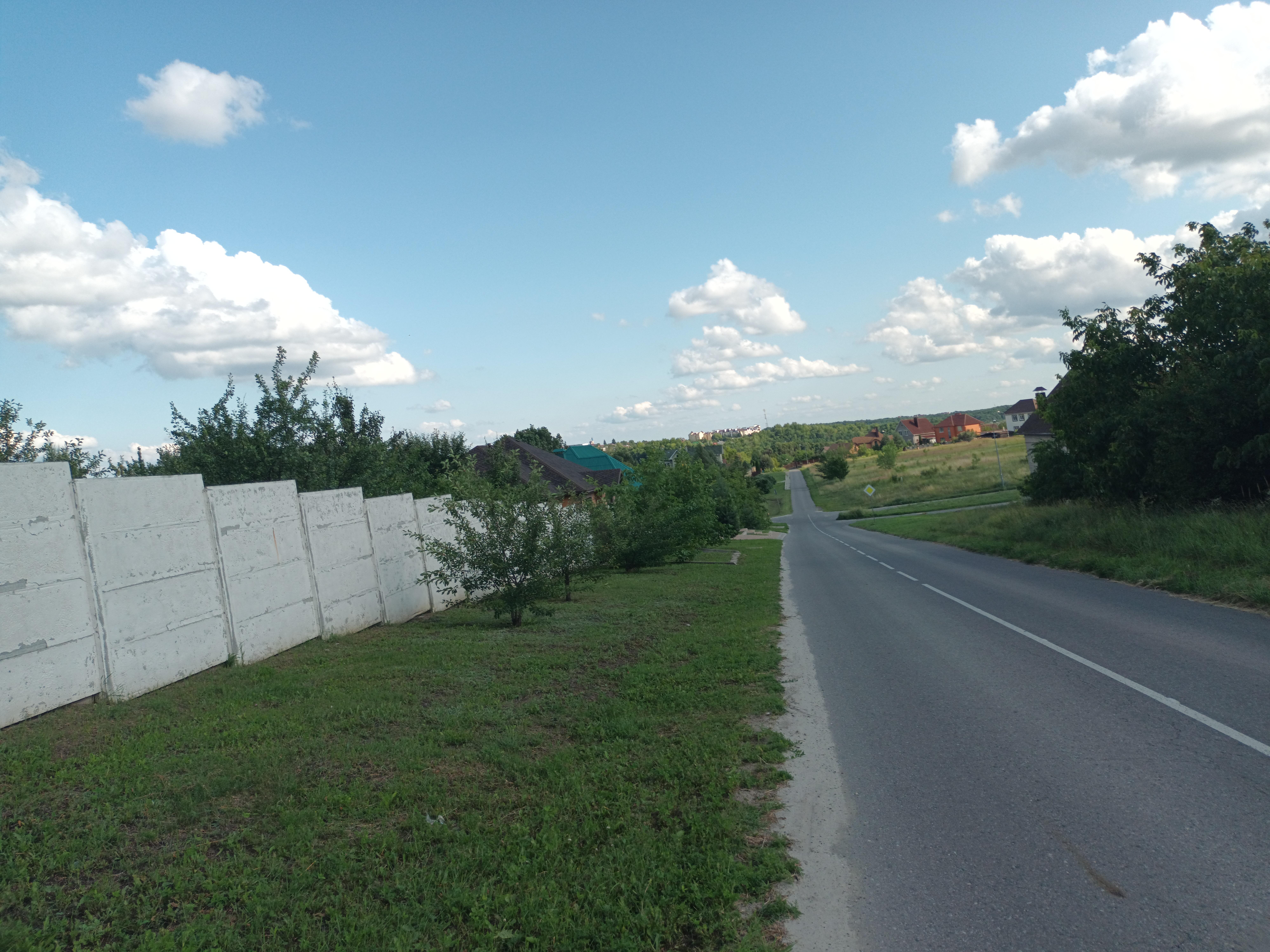
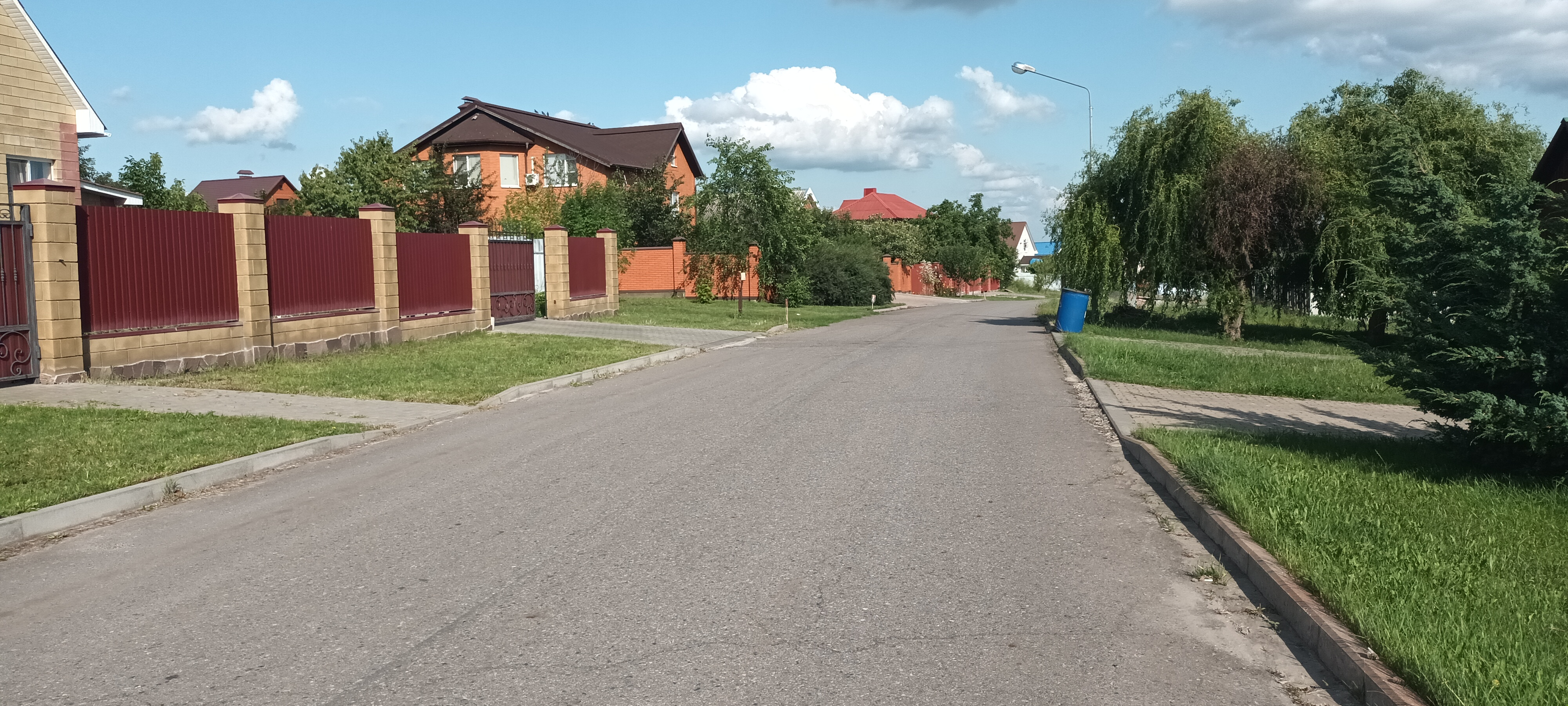
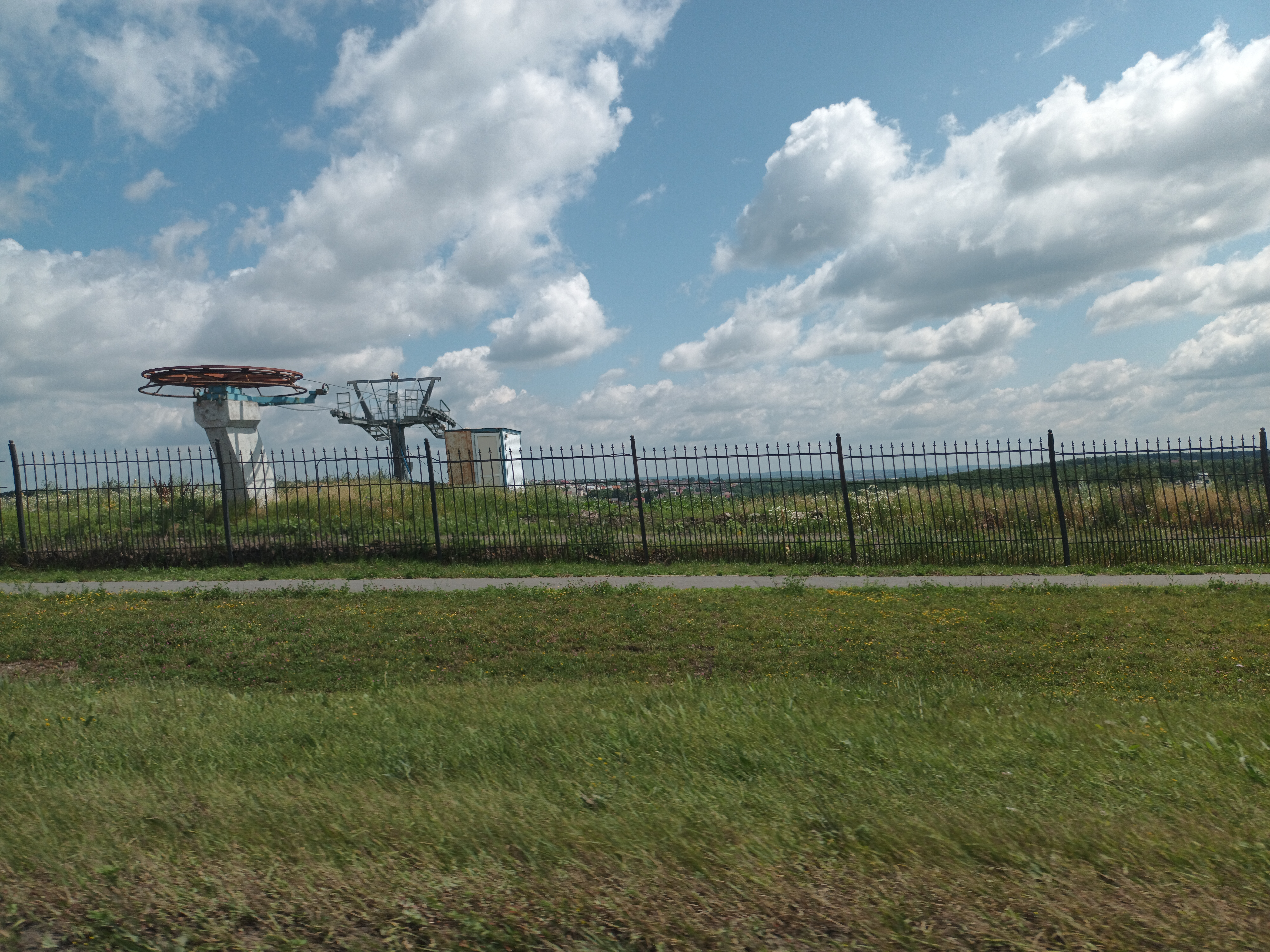
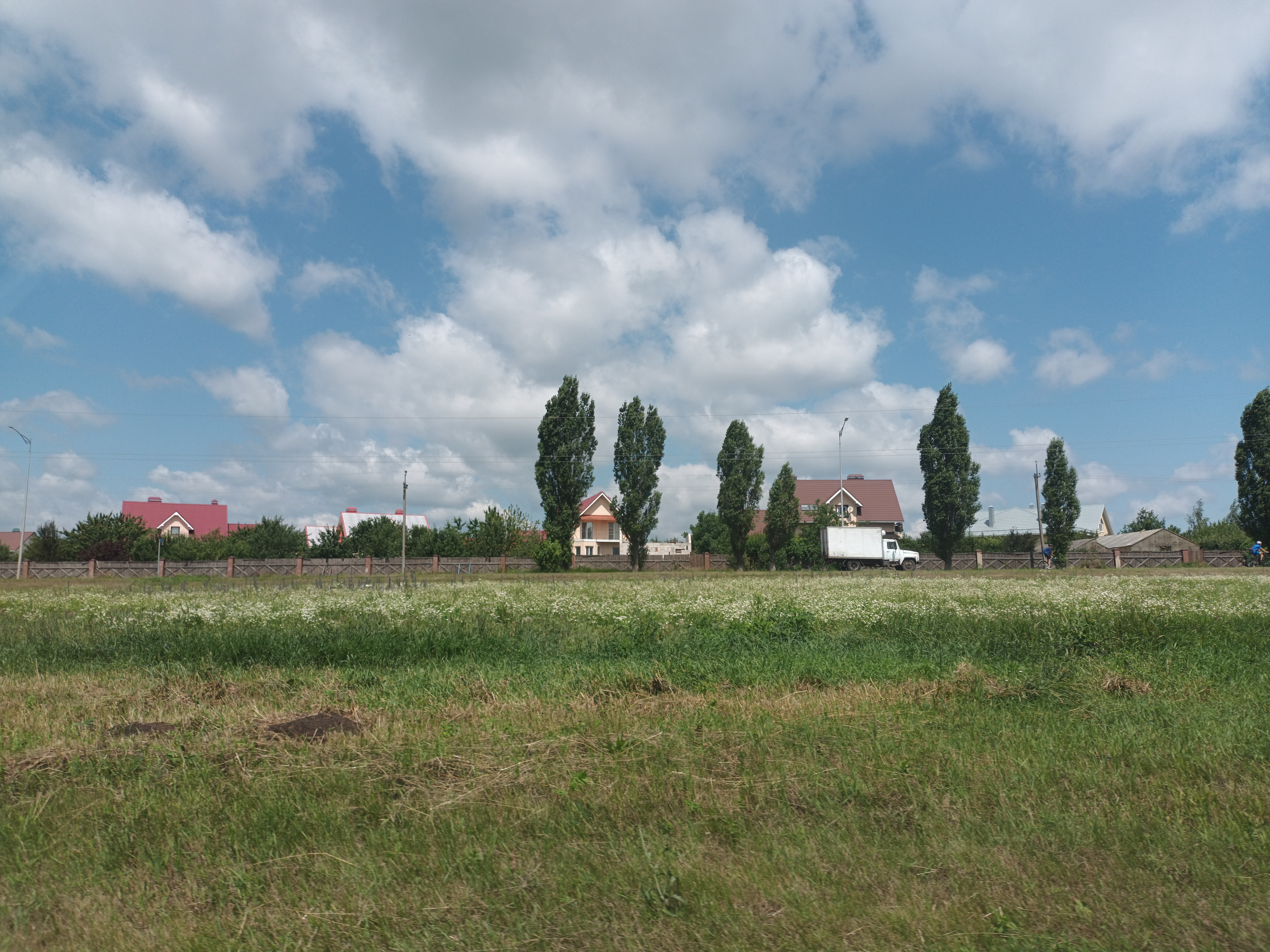
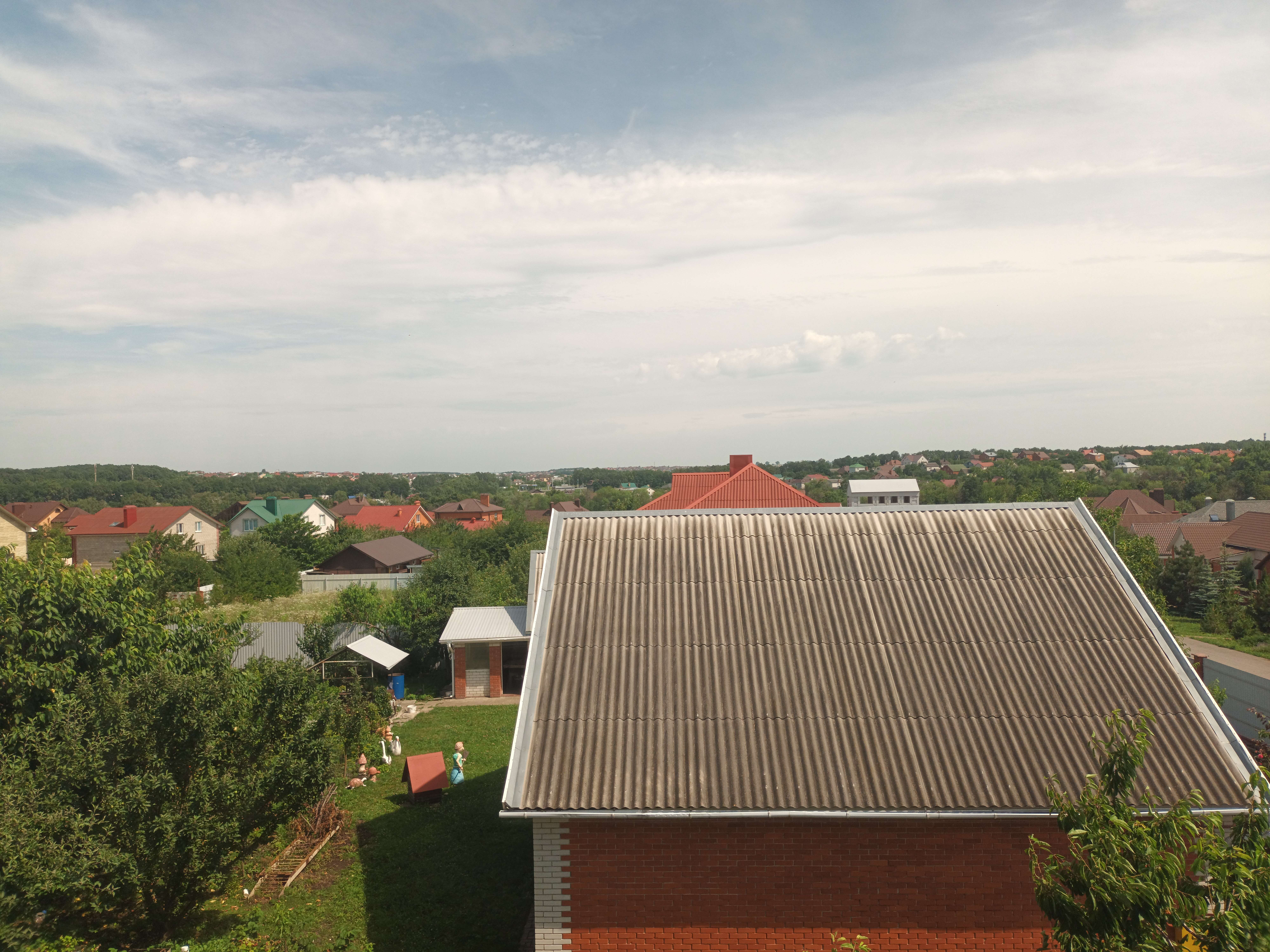

## Fordítás
Ez a szócikk részben vagy egészben  a(z)   Таврово című csuvas Wikipédia-szócikk ezen változatának fordításán alapul.  Az eredeti cikk szerkesztőit annak laptörténete sorolja fel. Ez a jelzés csupán a megfogalmazás eredetét és a szerzői jogokat jelzi, nem szolgál a cikkben szereplő információk forrásmegjelöléseként.